# Tuğçe Hocaoğlu
Hocaoğlu Tuğçe (ur. 11 marca 1988 w Bursie) – turecka siatkarka grająca na pozycji rozgrywającej. Obecnie występuje w drużynie VakıfBank SK.
Jej mężem jest siatkarz Serhat Coşkun.